# Opisthoplites
Opisthoplites es un género de arácnido del orden Opiliones de la familia Gonyleptidae.

## Especies
Las especies de este género son:
- Opisthoplites corallipes
- Opisthoplites ypsilon